# Danilo Nikolić
Danilo Nikolić (em sérvio:  Данило Николић) (Podgorica, 8 de abril de 1993) é um basquetebolista profissional montenegrino que atualmente joga pelo Budućnost VOLI Podgorica pela Erste Liga, EuroCopa e ABA Liga. O atleta possui 2,05m de estatura e pesa 93kg, atuando na posição ala-pivô.

## Estatísticas

### EuroCopa
| Ano      | Equipe        | PJ | PT | AP   | 3P   | LL | RT | AS | BR | TO |
| -------- | ------------- | -- | -- | ---- | ---- | -- | -- | -- | -- | -- |
| 2016-17  | Bilbao Basket | 7  | 20 | 50   | 26.7 | 0  | 9  | 3  | 2  | 1  |
| 2017-18  | Budućnost     | 2  | 9  | 0    | 50   | 0  | 5  | 2  | 0  | 0  |
| Carreira | totais        | 9  | 29 | 44.4 | 33.3 | 0  | 14 | 5  | 2  | 1  |